# Marta Zafrilla
Marta Zafrilla Díaz (1982) es una escritora española de literatura infantil, poesía, álbum ilustrado y juvenil. Su obra ha sido reconocida con diversos premios locales y nacionales, y publicada por editoriales como SM, Cuento de Luz o la Editora Regional de Murcia.

## Trayectoria
Nacida en abril de 1982, realizó la licenciatura en Publicidad y Relaciones Públicas en la Universidad de Murcia en el año 2004, así como formación de posgrado en antropología cultural. Trabajó en el sector agencias de publicidad y editoriales. Desde 2010 ejerce como profesora de literatura en centros de Educación Secundaria en la Región de Murcia. 
Su obra empieza a ser reconocida en diferentes certámenes de poesía a partir de 2005 (Premio Autora revelación Región de Murcia, Creajoven Murcia, Molajoven), pero es en 2007 cuando alcanza mayor visibilidad al ganar el Premio Gran Angular por su primera novela "Mensaje cifrado", a la edad de 24 años. Con posterioridad su carrera literaria se ha desarrollado sobre todo en el álbum infantil ilustrado y ha obtenido reconocimientos internacionales como el Moonbeam Children's Book Awards y el Independent Publisher Book Awards. Pertenece al grupo literario molinense "Los autores del meteorito".

## Obra

### Literatura infantil
- Hijito pollito, ilustrado por Nora Hilb. Editorial Cuento de Luz, 2012, traducido al inglés como "Little Chick and Mommy Cat".
- Los despistes del abuelo Pedro, con ilustraciones de Manuel Ángel Díez, editorial Cuento de Luz, 2014. Traducida al inglés como "Grandpa Monty's Muddles".
- Papá monstruo, escrito junto a Kelly Sujety Abanto Fuentes, editorial Abecedario, 2015
- Los dientes de trino rojo, ilustrado por Sonja Wimmer, editorial Cuento de Luz, 2017
- Las camisetas no somos servilletas, ilustrada por Martina Peluso. Editorial Cuento de Luz, 2019. Traducido al inglés como "T-shirts Aren’t Napkins" y finalista en los Independent Publisher Book Awards en 2019

### Narrativa
- Mensaje cifrado, editorial SM, colección Gran Angular, Premio Gran Angular 2007. Es una obra de misterio alrededor de un secreto transmitido por un abuelo a su nieto.

### Poesía
- Toma sostenida, Editora Regional de Murcia, colección Textos jóvenes, 2005. Obtuvo el Premio Autora revelación 2006 de la Región de Murcia.
- El suicidio de los relojes, Premio Creajoven 2005
- Pecios, Premio Molajoven 2006.
- No solo la voz, con prólogo de Antonio Parra. Editado por Fa-Foro Artístico, 2007.

### Obra colectiva
- Análisis y comentario de su obra aparece en la selección didáctica realizada por Rubén Castillo, Ventanas de papel: 50 lecturas didácticas para jóvenes, (Consejería de Educación, 2010) junto a otros autores, entre los que están los murcianos Luis Leante y Paco López Mengual.
- Fuegos cruzados, junto a Rubén Castillo, con ilustraciones, Moisés Yagües. publicado en 2017.